# Stefanowo (Grabówka)
Stefanowo – część wsi Grabówka w Polsce położona w województwie kujawsko-pomorskim, w powiecie włocławskim, w gminie Choceń. 
W latach 1975–1998 Stefanowo należało administracyjnie do województwa włocławskiego.